# Dogonia saegeri
Dogonia saegeri är en tvåvingeart som beskrevs av H. Oldroyd 1970. Dogonia saegeri ingår i släktet Dogonia och familjen rovflugor.
Artens utbredningsområde är Kongo. Inga underarter finns listade i Catalogue of Life.